# David Shahar
Pour les articles homonymes, voir Shahar.
David Shahar, né le 17 juin 1926 à Jérusalem et mort le 2 avril 1997 au Chesnay, est un écrivain israélien. Il est lauréat du Prix Médicis étranger en 1981.

## Biographie
David Sahar est principalement connu pour son cycle Le Palais des vases brisés publié en 7 tomes de 1969 à 1994 (la traduction française de 1978 à 1997) et décrivant Jérusalem dans les années 1930.
Il a séjourné à de nombreuses reprises en France, et une rue de Dinard (Ille-et-Vilaine) porte son nom. Il a été fait commandeur dans l'Ordre des Arts et des Lettres en 1986.
Il était depuis 1956 l'époux de l'historienne Shulamith Shahar.

## Œuvre
- 1971 : La Colombe et la Lune. Nouvelles de Jérusalem, Gallimard
- 1978 : Un été rue des prophètes (Le Palais des vases brisés tome 1), Gallimard
- 1980 : Un voyage à Ur de Chaldée (Le Palais des vases brisés tome 2), Gallimard
- 1981 : Le Jour de la comtesse (Le Palais des vases brisés tome 3) Prix Médicis étranger, Gallimard
- 1983 : L'Agent de sa Majesté, Gallimard
- 1984 : Trois contes de Jérusalem (nouvelles), éd. Périple
- 1985 : Nin-Gal (Le Palais des vases brisés tome 4), Gallimard
- 1987 : Riki, un enfant à Jérusalem, Folio
- 1988 : Le Jour des fantômes (Le Palais des vases brisés tome 5), Gallimard
- 1989 : Les Marches du palais (Le Palais des vases brisés tome 6), Payot
- 1991 : Lune de miel et d'or, éd. François Bourin
- 1992 : Les Nuits de Lutèce (Le Palais des vases brisés, s.n.), éd. François Bourin
- 1992 : Brouria (nouvelle), Sifriat Hasharot
- 1994 : Les Petits Péchés (nouvelles), Julliard
- 1997 : La Nuit des idoles (Le Palais des vases brisés tome 7), Robert Laffont
- 2007 : La moustache du pape et autres nouvelles, Gallimard/Folio

Toutes les œuvres de David Shahar sont traduites par Madeleine Neige (1925-2011).